# Exorista pseudorustica
Exorista pseudorustica är en tvåvingeart som beskrevs av Chao 1964. Exorista pseudorustica ingår i släktet Exorista och familjen parasitflugor. Inga underarter finns listade i Catalogue of Life.